# (God Must Have Spent) A Little More Time on You
"(God Must Have Spent) A Little More Time on You" é uma música da boy band norte-americana NSYNC. Foi lançado como o terceiro single do álbum de estréia auto-intitulado nos EUA. Enquanto alguns dos singles anteriores foram lançados na Europa,  apenas figurou nas tabelas da  Austrália e dos EUA, atingindo o número 46 e número 8, respectivamente. O CD single incluiu uma versão ao vivo da música de Christopher Cross "Sailing", bem como um cartão postal de edição limitada. Algumas versões do single incluíam o vídeo da faixa. A versão de rádio desta música foi apresentada em sua primeira e terceira compilação: Greatest Hits (2005) e The Essential *NSYNC (2014).
Foi a primeira música do grupo a entrar no top 10 da Billboard Hot 100.

## Vídeo musical
O vídeo foi dirigido por Lionel C. Martin.  O vídeo mostra a banda tocando em torno de um único microfone, enquanto mostra imagens de mãe e filho, desde a primogenitura até a velhice, incluindo memórias de infância, ir à guerra e voltar para casa. Todas as imagens da mãe e do filho são em preto e branco, enquanto a maioria das imagens do NSYNC é totalmente colorida.

## Lista de faixas[3]

### Versão 1
1. "God Must Have Spent a Little More Time on You" (Remix)
2. "Sailing" (Live Version)
3. "God Must Have Spent a Little More Time on You" (Video)
4. "Interview" (Video)

### Versão 2
1. "(God Must Have Spent) A Little More Time on You" (Single Version)
2. "Sad Lookin' Moon"

## Desempenho nas tabelas musicais
| Parada (1998)                                 | Posição |
| --------------------------------------------- | ------- |
| Austrália (ARIA)                              | 46      |
| Canadá (RPM)                                  | 3       |
| Estados Unidos (Billboard Hot 100)            | 8       |
| Estados Unidos (Billboard Adult Contemporary) | 2       |
| Estados Unidos (Billboard Adult Top 40)       | 30      |
| Estados Unidos (Billboard Mainstream Top 40)  | 5       |

| Parada (1999)                         | Posição |
| ------------------------------------- | ------- |
| Canadá (RPM)                          | 72      |
| Estados Unidos (US Billboard Hot 100) | 45      |